# Młodzież
Młodzież – kategoria społeczna osób młodych, czyli znajdujących się w stanie przejściowym między dzieciństwem, a dorosłością (dojrzałością).

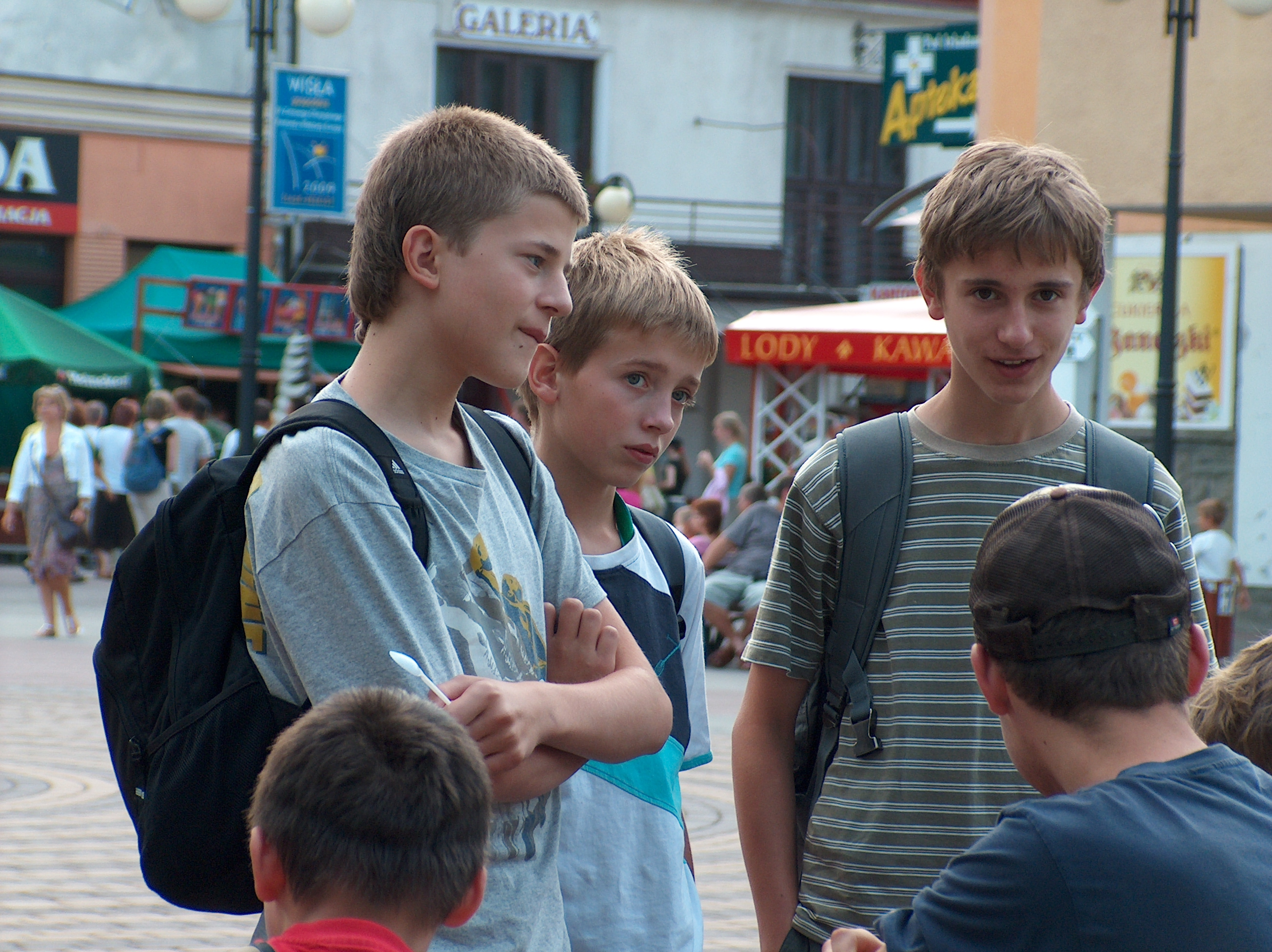
Polscy nastolatkowie

Definicje terminu są zróżnicowane pod względem przedziału wiekowego, ponieważ w przeciwieństwie do okresu dojrzewania, okres młodzieńczy jest konstruktem społecznym różnie rozumianym w zależności od czasu i kultury. Jego początku i końca nie można połączyć z określonymi czynnościami, takimi jak podjęcie nieodpłatnej pracy lub nawiązywanie relacji seksualnych.

## Definicje

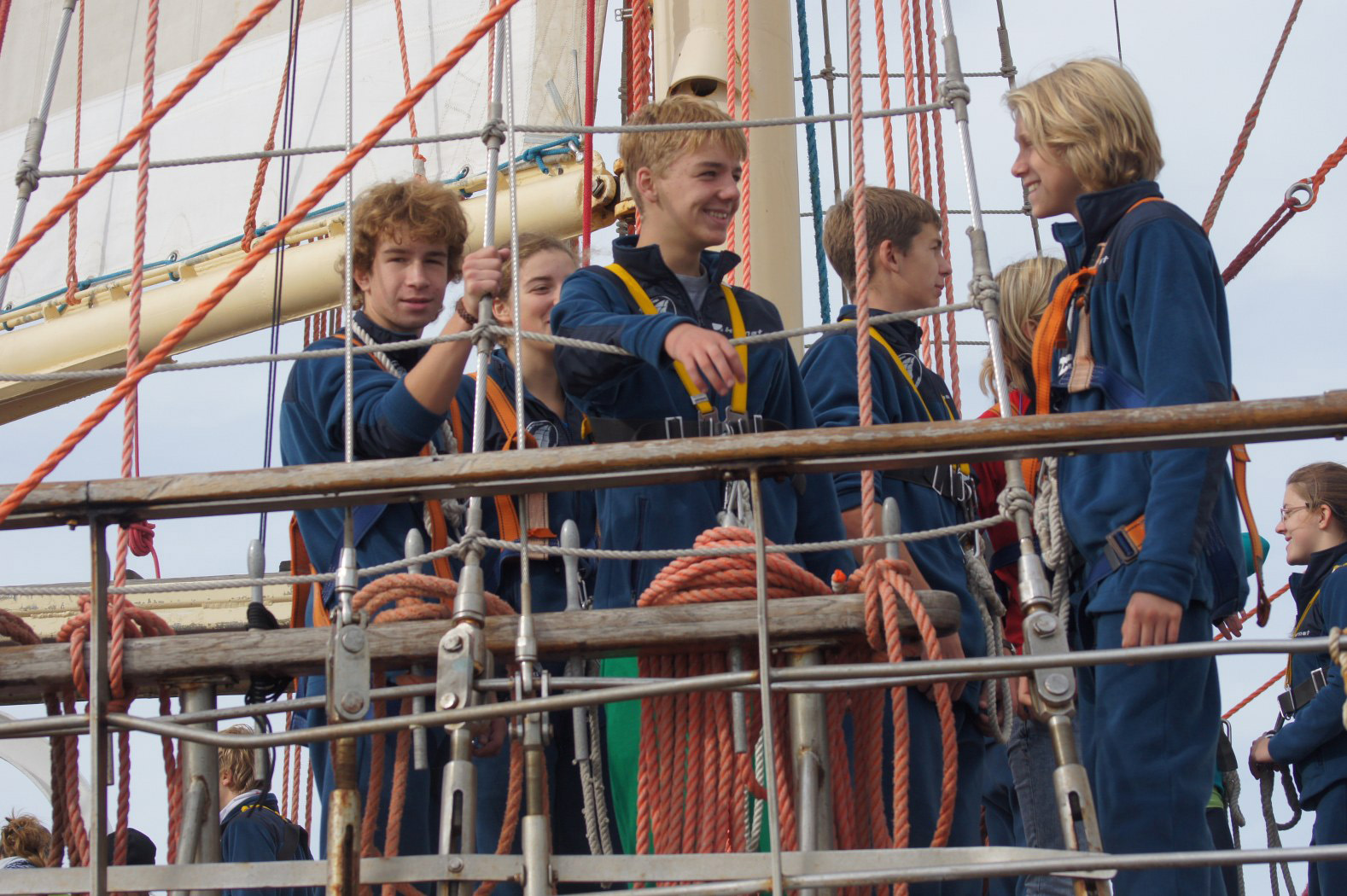
Chłopcy

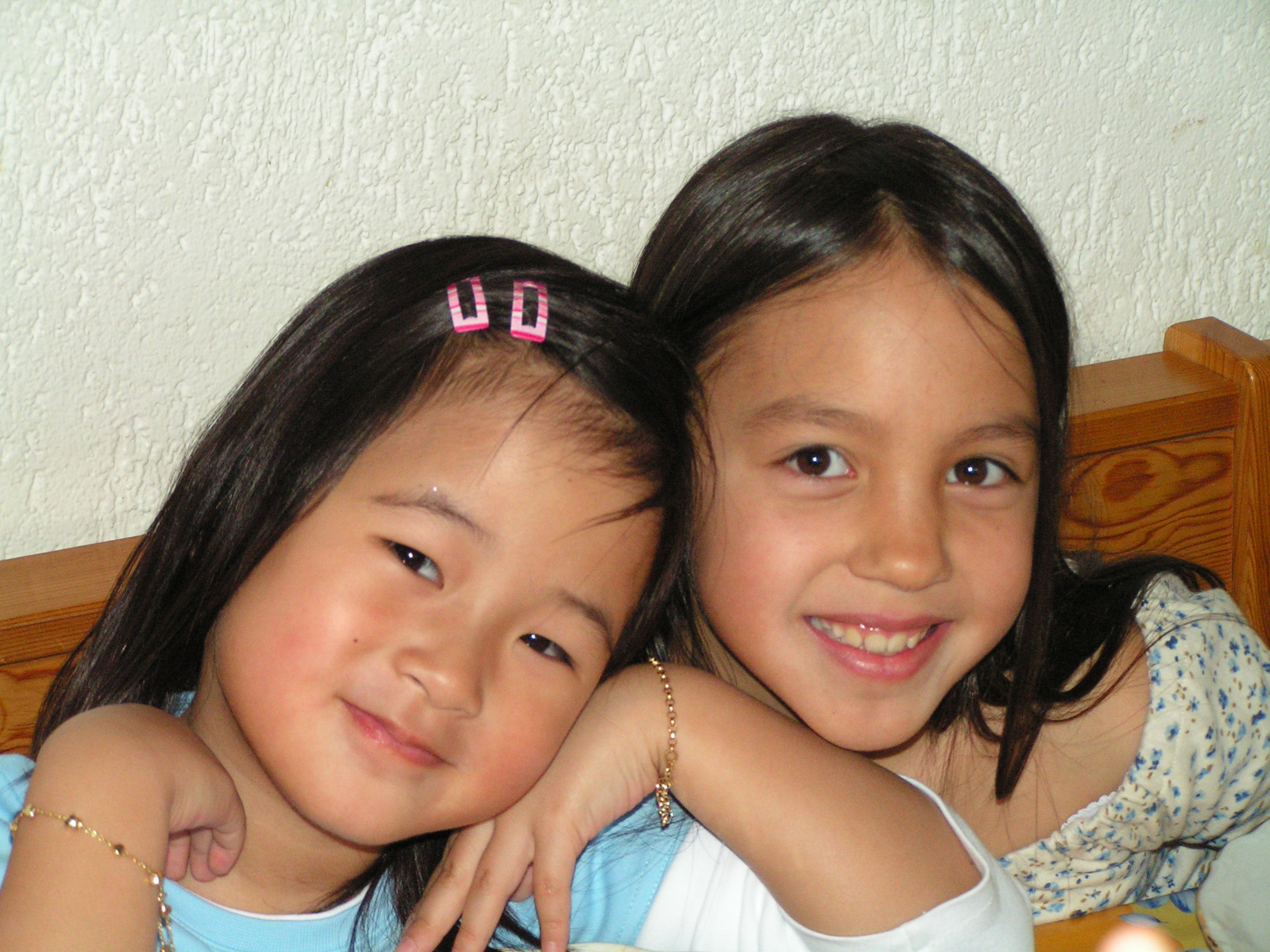
Dziewczynki

### Kryterium wiekowe
Młodzież w aspekcie wiekowym (biologicznym) to zbiorowość osób znajdujących się na określonym etapie rozwoju biologicznego, najczęściej wyznaczanym przez wiek. Definicje te opierają się na fazowych teoriach rozwoju człowieka, wyróżniających okresy młodości, dojrzewania i dorastania. Przykładowo, Stefan Baley wskazuje na przedział 13–20 lat jako wiek dojrzewania, Mieczysław Kreutz określa młodość na 11–21 lat, a Maria Żebrowska – wiek dorastania jako okres między 12 a 18 rokiem życia. Irena Namysłowska proponuje trójfazowy model dorastania: wczesne (11–13 lat), środkowe (14–16 lat) i późne (17–19 lat), podkreślając indywidualne różnice w zakończeniu tego etapu. Podobne podejście przyjmuje Encyklopedia socjologii, gdzie przynależność do grupy młodzieży uzależniona jest od kryterium wieku.
Organizacja Narodów Zjednoczonych definiuje „młodzież” jako osoby w wieku od 15 do 24 lat. Podobny przedział wiekowy przyjmuje WHO, jednocześnie za nastolatków uznając osoby od 10 do 19 lat.

### Aspekt pokoleniowy
W ujęciu pokoleniowym młodzież to zbiorowość definiowana nie tylko przez kryterium wieku, ale przede wszystkim przez uczestnictwo w procesach społecznych i historycznych. Zgodnie z koncepcją Karla Mannheima młode pokolenie pełni rolę czynnika innowacyjnego i dynamicznego, wpływającego na przekształcenia struktury społecznej. W społeczeństwach dynamicznych młodzież stanowi ważny podmiot zmian, natomiast w społeczeństwach statycznych jej rola ogranicza się do adaptacji wzorców narzuconych przez starsze generacje. Florian Znaniecki wskazuje na młodzież jako grupę wchodzącą w dorosłe role społeczne pod wpływem starszego pokolenia, natomiast Leopold Rosenmayer akcentuje konflikt wartości międzypokoleniowych i dążenie młodych do ich redefinicji.

### Aspekt jednostkowy
Młodzież w ujęciu jednostkowym to osoby znajdujące się w przejściowej fazie rozwoju między dzieciństwem a dorosłością, w której kształtują się podstawy tożsamości jednostki (Erik Erikson). Okres ten wiąże się z intensywnym dojrzewaniem biologicznym, poszukiwaniem przynależności, kształtowaniem światopoglądu oraz podatnością na wpływy ideologiczne. W tym czasie młodzi ludzie doświadczają konfliktów tożsamości, napięć emocjonalnych i społecznych (Kurt Lewin), a także przechodzą między socjalizacją pierwotną a wtórną, budując grupy rówieśnicze jako przestrzeń przejściową (Szemu’el Noach Eisenstadt). Maria Braun-Gałkowska wskazuje na proces uniezależniania się od rodziny, poszukiwanie partnera oraz rozwój kompetencji społecznych, zaś Marian Filipiak zwraca uwagę na rozróżnienie między młodzieżą jako kategorią społeczną a młodością jako stanem rozwojowym i egzystencjalnym jednostki.

### Aspekt antropologiczno-kulturowy
W aspekcie antropologiczno-kulturowym młodość postrzegana jest jako sposób kształtowania tożsamości jednostki w zależności od kultury. Margaret Mead wyróżnia trzy typy kultur:
1. postfiguratywną, w której młodzi uczą się od starszych, a tożsamość jest dziedziczona i niekwestionowana,
2. kofiguratywną, gdzie młodzież zaczyna poszukiwać własnych wzorców, często w opozycji do starszych,
3. prefiguratywną, w której młode pokolenie wyznacza nowe normy i wzorce, a starsi uczą się od młodszych.

Mead twierdzi, że współczesne społeczeństwa znajdują się w fazie przejścia między kulturą kofiguratywną a prefiguratywną.
Podobne stanowisko zajmuje Józef Chałasiński, według którego młodość stanowi element kultury, jest instytucją społeczną, zależną od struktury i zwyczajów danego społeczeństwa. Młodość nie ma więc sztywnych granic wiekowych, tylko określają ją normy społeczne, które nadają jej ramy, obowiązki i przywileje. Tadeusz Paleczny z kolei definiuje młodzież jako część grupy kulturowej, znajdującej się w trakcie procesu socjalizacji, która nie przyswoiła jeszcze w pełni obowiązujących norm i ról społecznych, co czyni ją bardziej podatną na ich kontestowanie. Młodzież nie posiada też ściśle określonej funkcji społecznej – jej głównym zadaniem jest internalizacja norm i wartości kulturowych.